# Australian Championships 1932
Die 25. Australian Championships waren ein Tennis-Rasenplatzturnier der Klasse Grand Slam, das von der ILTF veranstaltet wurde. Es fand vom 8. bis 13. Februar 1932 in Adelaide, Australien statt.
Titelverteidiger im Einzel waren Jack Crawford bei den Herren sowie Coral Buttsworth bei den Damen. Im Herrendoppel waren Charles Donohoe und Ray Dunlop, im Damendoppel Daphne Cozens und Louie Bickerton die Titelverteidiger. Im Mixed waren Marjorie Crawford und Jack Crawford die Titelverteidiger.